# Gärtringen
Gärtringen est une commune de Bade-Wurtemberg (Allemagne), située dans l'arrondissement de Böblingen, en région de Stuttgart. La commune est située proche du Schönbuch, entre Böblingen et Herrenberg.

## Histoire
Les plus anciennes traces d'habitat sur le territoire communal remontent à l'époque de Hallstatt. Le nom de la localité "Gärtringen" est d'origine alémanique, la colonie portant probablement le nom d'un Gartheri. Gärtringen est mentionné pour la première fois dans un document de 1140. A l'origine, la commune dépendait du comté de Calw, puis des comtes palatins de Tübingen, avant d'être rattachée au Wurtemberg en 1382.
Lors du redécoupage du jeune royaume de Wurtemberg au début du 19ème siècle, l'ancienne Gärtringen wurtembergeoise est restée subordonnée à l'office ou, depuis 1758, à la préfecture de Herrenberg qui lui était rattachée depuis des siècles.
En 1879, la gare de Gärtringen des chemins de fer wurtembergeois a été ouverte. Elle se trouve à quelques centaines de mètres de la zone d'habitation de l'époque.
Lors de la réforme des districts du Württemberg sous le régime nazi, Gärtringen a été rattaché au district de Böblingen en 1938. Après 1945, Gärtringen est passé dans la zone d'occupation américaine et a donc fait partie du nouveau Land de Wurtemberg-Bade, qui a été absorbé en 1952 par l'actuel Land de Bade-Wurtemberg.
Depuis la Seconde Guerre mondiale, le nombre d'habitants s'est multiplié en raison de la proximité des sites industriels de Böblingen, Sindelfingen et Stuttgart et de l'existence d'une liaison ferroviaire. Cette croissance se poursuit jusqu'à aujourd'hui, notamment grâce au raccordement à l'autoroute A 81 à partir de la fin des années 1970 et à la connexion au RER (S-Bahn) dans la communauté de transport et de tarification de Stuttgart, qui existe depuis 1992.

### Évolution démographique
Il s'agit du nombre d'habitants selon le statut territorial respectif. Les chiffres sont des résultats de recensement ou des mises à jour officielles de l'Office de la statistique du Land de Bade-Wurtemberg (uniquement les résidences principales).
| année | habitants |
| ----- | --------- |
| 1880  | 1.940     |
| 1900  | 1.875     |
| 1925  | 2.039     |
| 1933  | 2.071     |
| 1939  | 2.194     |
| 1950  | 3.238     |
| 1961  | 4.129     |
| 1970  | 6.355     |
| 1980  | 9.491     |
| 1990  | 10.731    |
| 2000  | 11.341    |
| 2010  | 12.116    |
| 2020  | 12.684    |

### Cultes
Traditionnellement, Gärtringen est essentiellement protestante, même si la paroisse catholique St. Michael compte aujourd'hui 2 600 membres. À la suite de l'arrivée de citoyens d'origine étrangère au cours des dernières décennies, d'autres religions sont également représentées, mais aucun chiffre n'est connu à ce sujet.

### rattachements à la commune

armoiries de Rohrau

Au sud de Gärtringen se trouve le village de Rohrau, qui a été rattaché à la commune le 1er septembre 1971. Situé au pied du Schönbuch et comptant environ 1600 habitants, le village est historiquement connu pour l'extraction de grès qui s'est poursuivie jusqu'au 20e siècle et pour son moulin à sable. À la fin du Moyen Âge, Rohrau a été marquée par un château fort dans le Schönbuch et un château d'eau sur l'actuelle place de l'église. Rohrau compte peu de commerces, la seule entreprise industrielle est un embouteilleur d'eau minérale.

## Politique et administration

### conseil municipal
Le conseil municipal de Gärtringen compte 22 membres. Les élections municipales du 26 mai 2019 ont donné le résultat final officiel suivant. Le conseil municipal se compose des conseillers municipaux bénévoles élus et du maire en tant que président. Le maire a le droit de vote au conseil communal.
| partis et associations électorales | partis et associations électorales          | % 2019 | sièges 2019 | % 2014 | sièges 2014 |
| FW                                 | Freie Wähler in Gärtringen e. V.            | 34,14  | 7           | 34,74  | 8           |
| CDU                                | Christlich Demokratische Union Deutschlands | 26,20  | 6           | 28,74  | 6           |
| GRÜNE                              | Grüne Liste                                 | 22,49  | 5           | 15,90  | 4           |
| SPD                                | Sozialdemokratische Partei Deutschlands     | 9,88   | 2           | 14,74  | 3           |
| FDP                                | Freie Demokratische Partei                  | 7,28   | 2           | 5,88   | 1           |
| total                              | total                                       | 100,0  | 22          | 100,0  | 22          |
| taux de participation              | taux de participation                       | 66,2 % | 66,2 %      | 55,4 % | 55,4 %      |

### maires
- 1899–1932 Heinrich Gärttner
- 1932–1933 Eugen König
- 1933–1938 Merz
- 1938–1945 Gustav Reule
- juin–sept. 1945 Heinrich Schäfer
- sept. 1945–1946 Franz Xaver Frey
- 1946–1947 Gottlieb Eppler
- 1947–1948 Walter Bauer
- 1948–1953 Walter Mayle
- 1953–1983 Herbert Holder
- 1983–1999 Hans Drexler
- 1999–2015: Michael Weinstein
- depuis le 01/04/2015: Thomas Riesch